# Mariene ecoregio Tristan Gough
De Mariene ecoregio Tristan Gough (189) (Engels: Tristan Gough marine ecoregion) is een biogeografische regio en ligt in het zuidelijke deel van de Atlantische Oceaan in de Mariene provincie Tristan Gough (49) in het Marien rijk Gematigd Zuid-Amerika. De mariene ecoregio is vastgesteld door het World Wide Fund for Nature en The Nature Conservancy en is vernoemd naar het eiland Gough in Tristan da Cunha.
Het gebied grenst niet aan andere mariene ecoregio's.

## Geografie
De mariene ecoregio ligt in het zuidelijke deel van de Atlantische Oceaan rond de eilandengroep Tristan da Cunha in het Brits eilandterritorium Sint-Helena, Ascension en Tristan da Cunha. Het omvat de eilanden Tristan da Cunha, Inaccessible, de Nightingale-eilanden (Nightingale, Middle en Stoltenhoff) en Gough.
Door het gebied stroomt de Zuid-Atlantische stroom.

## Biogeografie
Het gebied kent zeeleven dat houdt van gematigde temperaturen.